# Сабанські казарми
Сабанські казарми (правильно — Собанські казарми) — архітектурна пам'ятка Одеси початку 19 ст., що розташована на вулиці Канатній, на розі із Сабанським провулком.

## У XIX ст
Споруду вибудовано на узвишші і її головний фасад, який простягся більш ніж на 140 метрів, повернутий до міста. Будівля споруджена в 1827 році як хлібні склади (хлібний «магазин», лабаз) одеським хлібним магнатом графом Ієронімом Собанським. Незважаючи на нежитлове призначення, будувались з архітектурною вишуканістю. Це була звична практика доби класицизму, що не виробив окремих типів споруд для навчальних закладів, бірж, пошти, лікарні тощо. Майстри класицизму використовували типовий проєкт палацу, кожен раз пристосовуючи його то під навчальний заклад, то під біржу, то під військовий шпиталь чи міську лікарню. Не виняток і зернові склади графа Собанського, вибудовані єдиним видовженим блоком та декорованими за типовим проєктом палацу доби класицизму. Подібна практика сприяла дискредитації пізнього класицизму і він дійшов до власної кризи.
Особисто граф Собанський не брав участі в польському національно-визвольному русі, але підтримував учасників Польського повстання 1830—1831 років грошима. Аби підірвати економічну спроможність неблагонадійного поляка, цар удався до конфіскації: майно графа в Одесі конфіскували згідно з царським указом і передали військовому відомству. В 1831-1834 роках споруду складу переробляють в казарму и екзерцис-хаус (танцювальний зал) під керівництвом архітектора І. С. Козлова. Нова перебудова в 1844–1848 рр., архітектор К. О. Даллаква ще раз перебудував споруду — цілком під казарми. Останнє облаштування — 1876 р. за проєктом архітектора Ф. В. Гонсьоровського. Відтоді споруда використовувалась лише як казарми.
З 1865 року в Собанських казармах розташовувалось Одеське піхотне юнкерське училище.

## У 20 ст

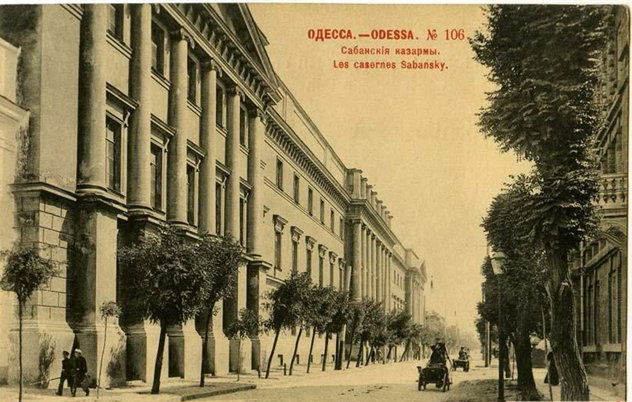
Сабанські казарми, історична поштівка

У 20 столітті споруда використовувалась або як навчальний заклад, або як гуртожиток. 
У 1899-1902 роках три поверхи правої (південної) частини казарм були відведені для розміщення Одеського кадетського корпусу.
В 1918—1920 рр. за часів більшовиків в казармах розмістили Політехнічний інститут. Потім тут мешкало училище моряків. На початку 21 ст. — це казарма університету МВС.

## Джерело
- Памятники градостроительства и архитектуры УССР. — Т. 3. — 1985. (рос.)